# Mix
Mix är Kosmopoliternas andra album som spelades in i Manzanas De Rio Negro Studio i Göteborg med Dikk "tator" Börtner som producent. Albumet gavs ut den 28 november 1997 på skivbolaget Cosmopolitan Recordings. Skivan såldes i 3000 exemplar.

## Låtlista
1. I Got A Pal - 2:39
2. I'm Perfectly Fine - 5:11
3. My Tribe - 3:41
4. Hunted - 4:24
5. People Are Lonely - 4:19
6. Mr Anger - 5:31
7. Sweet Grandfather - 4:42
8. Worn Out Man - 4:54
9. He's Alone - 5:04
10. Lisa - 4:21
11. Dream Girl - 3:30

## Medverkande
- Johan Grahn - Sång och gitarr
- Stefan Dellenborg - Bas och kör
- Mikael Henriksson - Trummor och kör
- Krister Asplund - Gitarr och kör
- Michael Greenberg - Sopransaxofon och keyboard
- Jonas Franke-Blom - Cello
- Tobias Edvardsson - Violin
- Livet Nord - Violin
- Lena Thollander - Tvärflöjt
- Jimi Thiesen - Keyboard